# Pseudostesilea rondoni
Pseudostesilea rondoni là một loài bọ cánh cứng trong họ Cerambycidae.